# Яцек Циган

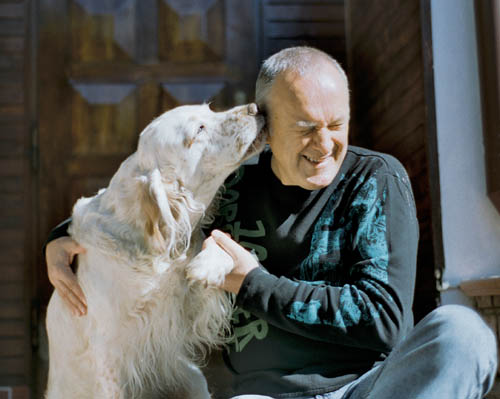
Яцек Циган зі своїм лабрадором.

Я́цек Анто́́ні Ци́ган (пол. Jacek Antoni Cygan; нар. 6 липня 1950, Сосновець, Польща) — польський поет, сценарист, автор мюзиклів. Член Фонографічної академії Спілки виробників аудіо і відео.

## Біографія
Яцек Циган закінчив Сосновецьку восьмирічну школу № 15 і ІІ Сосновецький загальноосвітній ліцей імені Емілії Платер. З 1968 живе у Варшаві, де в 1973 закінчив факультет кібернетики Військової технічної академії. Одружений з Евою Циган.
Почав писати пісні ще у студентські роки. 1974-го разом із Єжи Філяром заснував групу «Наша кохана Бася» (Nasza Basia Kochana), з якою в 1976 році здобув першу премію на Фестивалі студентської пісні w Кракові. 1978 року мав премію III програми Польського радіо за написану у співавторстві з Ельжбетою Адам'як пісню «Розмова» (Rozmowa). Відтоді Яцек Циган співпрацює з чільними польськими композиторами та вокалістами естради. Співпрацював, зокрема, з музичною групою «Краш» Crash та з композитором Кресимиром Дембським.
Яцек Циган написав понад тисячу текстів пісень, серед них багато хітів. П'ять пісень нагороджено на Вітчизняному фестивалі польської пісні в Ополе.
Однією з найпопулярніших була пісня «Це не я!» (To nie ja!), написана для Едити Ґурняк. З цим твором співачка посіла II місце на Пісенному конкурсі «Євробачення» в Дублінi (1994).
W 1980-ті Яцек Циган бере активну участь у розвитку польської музики для дітей. Працював разом із Майкою Єжовською, гуртом «Папа денс» (Papa Dance) і разом із ними вивів на сцену багато молодих талантів, зокрема Магдалену Фрончевську і Кшиштофа Антков'яка. Яцек Циган — співавтор альбому "Дискотека пана Яцека (Dyskoteka Pana Jacka). Під такою назвою телепрограму з піснями Цигана транслювали десять років.
Велику популярність поет здобув, будучи членом журі в телепрограмі «Ідол» «Idol» з2002 по 2005 рік.
Яцек Циган написав слова до «Санто субіто» (Santo Subito — Cantobiografia) Папи Івана Павла II. Музику до слів написав Пйотр Рубик. Концерт ішов на телеканалі «Польсат» (Polsat) 12 i 13 квітня 2009 року.
23 квітня 2013 року Яцека Цигана нагородили Срібною медаллю «Заслужив Культурі. Gloria Artis» (Medal Zasłużony Kulturze Gloria Artis).
У травні 2013 Яцек Циган одержав Орден Усмішки — у Сосновецькій середній школі № 15, в якій колись навчався.

## Виконавці
Пісні на слова Яцека Цигана виконували: Кшиштоф Антков'як (Krzysztof Antkowiak), Ганна Банашак (Hanna Banaszak), група «Банда і Ванда» (Banda i Wanda), Ева Бем (Ewa Bem), Галіна Бенедик (Halina Benedyk), Міхал Богданович (Michał Bogdanowicz), Моніка Борис (Monika Borys), Ян Борисевич (Jan Borysewicz), Тадеуш Брось (Tadeusz Broś), Віола Бжезінська (Viola Brzezińska), Ярко Булка (Jarko Bułka), група «Діф» (Deef), група «Два плюс один» (Dwa Plus Jeden), Галина Фронцков'як (Halina Frąckowiak), Магдалена Фрончевська (Magdalena Fronczewska), Кася Фрончевська (Kasia Fronczewska), Пйотр Фрончевський (Piotr Fronczewski), Міхал Ґаш (Michał Gasz), Едита Ґепперт (Edyta Geppert), Едита Ґурняк (Edyta Górniak), Яцек Гранецький (Jacek Graniecki), Моніка Грущинська (Monika Gruszczyńska), Кароліна Грушка (Karolina Gruszka), Майка Єжовська (Majka Jeżowska), Анна Юркштович (Anna Jurksztowicz), Кая (Kayah), Комбі (Kombii), Северин Краєвський (Seweryn Krajewski), дует «Кшисек і Рисек» (Krzysiek i Rysiek), Йоанна Куровська (Joanna Kurowska), Ева Куклінська (Ewa Kuklińska), група «Lady Pank», Том Лоґан (Tom Logan), Анна Юзефіна Любенецька (Anna Józefina Lubieniecka), Гражина Лобашевська (Grażyna Łobaszewska), Анна Мамчур (Anna Mamczur), Гжегож Марковський (Grzegorz Markowski), Марта Мошинська (Marta Moszczyńska), Зоф'я Новаковська (Zofia Nowakowska), група «Папа Денс» (Papa Dance), Єжи Поломський (Jerzy Połomski), Кристина Пронько (Krystyna Prońko), Роберт Розмус (Robert Rozmus), Ришард Ринковський (Ryszard Rynkowski), Пйотр Шульц (Piotr Schultz), Анджей Сікоровський (Andrzej Sikorowski), Войцех Сковронський (Wojciech Skowroński), Станіслав Сойка (Stanisław Sojka), Здзіслава Сосницька (Zdzisława Sośnicka), Павел Стасяк (Paweł Stasiak), Аня Ставерай (Ania Stawieraj), Мечислав Щесняк (Mieczysław Szcześniak), Ганна Слешинська (Hanna Śleszyńska), Гжегож Турнау (Grzegorz Turnau), Уршула (Urszula), Станіслав Венглож (Stanisław Wenglorz), Гжегож Вільк (Grzegorz Wilk), Збігнев Водецький (Zbigniew Wodecki), Яцек Вуйцицький (Jacek Wójcicki), Беата Виромбкевич (Beata Wyrąbkiewicz), Лукаш Загробельний (Łukasz Zagrobelny), Марина Захарова (Marina Zacharowa), Анджей Зауха (Andrzej Zaucha), Кася Здульська (Kasia Zdulska), Наташа Урбанська (Natasza Urbańska), Борис Шиц (Borys Szyc), «Наша кохана Бася» (Nasza Basia Kochana) i Єжи Філяр (Jerzy Filar).

## Нагороди
- 1976 — I премія на Фестивалі студентських пісень і співаків у Кракові
- 1978 — премія III програми Польського радіо за пісню «Розмова» (Rozmowa)
- 1984 — премія на конкурсі III програми Польського радіо за пісні «Жінка Сходу», «Pro-test song», «Сіль на обличчі» (Kobieta Wschodu, Pro-test song, Sól na twarzy)
- 1984 — спеціальна премія журі на Вітчизняному фестивалі польської пісні в Ополе za пісню «Яка троянда, така колючка» (Jaka róża, taki cierń)
- 1987 — звання «Пісня року» — пісня «Стан погоди» (Stan pogody) за результатами опитування радіослухачів програми «Журнал музичного ритму» (Magazyn Muzycznego Rytmu
- 1989 — звання хіта програми «Літо з радіо» Lato z Radiem — пісня «Випиймо за помилки» (Wypijmy za błędy)
- 1989 — звання хіта I програми Польського радіо — пісня «Випиймо за помилки»
- 1991 — II премія на Вітчизняному фестивалі польської пісні в Ополе за пісню «Мушелько, рятуй мене» (Muszelko, ratuj mnie)
- 1994 — Гран-прі на Вітчизняному фестивалі польської пісні в Ополе за пісню «Морок» (Mrok)
- 1994 — I премія на Вітчизняному фестивалі польської пісні в Ополе за пісню «Морок» (Mrok)
- 2012 — літературна премія «Срібна чорнильниця» (Srebrny Kałamarz) за книжку «Пес у тунелі» (Pies w tunelu)
- 2013 — Срібна медаль «Заслужив Культурі. Gloria Artis»

### Нагороди виконавцям пісень Яцека Цигана
- 1984 — премія імени K. Мусьола — Едиті Ґепперт на Вітчизняному фестивалі польської пісні в Ополе за пісню «Яка троянда, така колючка» (Jaka róża, taki cierń)
- 1985 — премія імени K. Мусьола — Анні Юркштович на Вітчизняному фестивалі польської пісні в Ополе за пісню «Діамантова сережка» (Diamentowy kolczyk)
- 1985 — премія імени Анни Янтар — Мечиславові Щесняку на Вітчизняному фестивалі польської пісні в Ополе за пісню «Прийшли в сутінках» (Przyszli o zmroku)
- 1985 — відзнака Майці Єжовській на Вітчизняному фестивалі польської пісні в Ополе за пісню «Малий Пікколо» (Mały Piccolo)
- 1985 — премія — Анні Юркштович na Міжнародному фестивалі пісні в Сопоті за пісню «Діамантова сережка» (Diamentowy kolczyk)
- 1989 — I премія на конкурсі «Прем'єри» (Premiery) на Вітчизняному фестивалі польської пісні в Ополе — Ришардові Ринковському за пісню «Випиймо за помилки» (Wypijmy za błędy)
- 1994 — II місце na конкурсі «Євробачення» — Едиті Ґурняк за пісню «Це не я!» (To nie ja!)

## Дискографія
- 1987 — Jacek Cygan — Czas nas uczy pogody (LP, Wifon LP-098) — «Яцек Циган — Час навчає нас погоди»
- 1988 — Dyskoteka pana Jacka (LP, Pronit PLP-0063) — «Дискотека пана Яцека»
- 1990 — Nasenki (LP, Muza SX-2929) — «Насенки»
- 1996 — Audiobiografia (CD, Pomaton/EMI) — «Аудіобіографія»
- 1999 — Audiobiografia 2 (CD, Pomaton/EMI) — «Аудіобіографія-2»
- 2000 — Złota Kolekcja — Jacek Cygan: Laleczka Z Saskiej Porcelany (CD, Pomaton/EMI) — «Золота колекція — Яцек Циган: Лялечка із саксонської порцеляни»
- 2009 — «Cyganeria Jacka Cygana» (Kolekcja 10-tomowa, RosMedia) — «Циганерія Яцека Цигана»

### Тексти Яцека Цигана в альбомах інших виконавців
- 1998 — Гжегож Турнау: «Місяць у мисці» (Księżyc w misce) — тексти пісень «В мушельках Твоїх долонь», «Зробимо шторм», «Де ти, зоре?», «Бо ми, дельфіни…» («W muszelkach Twoich dłoni», «Zrobimy sztorm», «Gdzie jesteś gwiazdo» i «Bo my delfiny…»)

## Мюзикли
- Bunt komputerów — «Бунт комп'ютерів»
- Majkowe studio nagrań — «Майкова студія записів»

## Поезія
- Ambulanza — «Карета швидкої допомоги»
- Drobiazgi liryczne — «Ліричні дрібнички»

## Найважливіші пісні
- Awinion (wyk. Kombii) — «Авіньйон» (вик. Комбіі)
- Baw mnie (wyk. Seweryn Krajewski i Urszula; кавер-версія — Anna Mamczur; Grażyna Wolszczak) — «Розважай мене» (вик. Северин Краєвський і Уршула); кавер-версія — Анна Мамчур і Гражина Вольчак)
- Będzie tak, jak jest (wyk. Anna Jurksztowicz) — «Буде так, як є» (вик. Анна Юркштович)
- Black and white (wyk. Kombii) — «Black and white» (вик. Комбіі)
- C'est La Vie — Paryż z pocztówki (wyk. Andrzej Zaucha; cover — Andrzej Sikorowski, Grzegorz Turnau i Zbigniew Wodecki) — «C'est La Vie — Париж із листівки» (вик. Анджей Зауха; кавер-версія — Анджей Сікоровський, Гжегож Турнау і Збігнев Водецький)
- Co ty, królu złoty (wyk. Monika Borys) — «Що ти, любий королю» (вик. Моніка Борис)
- Czas nas uczy pogody (wyk. Grażyna Łobaszewska; także Stanisław Sojka; cover — Kayah) — «Час навчає нас погоди» (вик. Гражина Лобашевська; також Станіслав Сойка; кавер-версія — Кая)
- Człowiek nie jest sam (wyk. Zdzisława Sośnicka) — «Людина не самотня» (вик. Здзислава Сосницька)
- Dary losu (wyk. Ryszard Rynkowski) — «Подарунки від долі» (вик. Ришард Ринковський)
- Deszczowy wielbiciel (wyk. Zdzisława Sośnicka) — «Дощовий шанувальник» (вик. Здзислава Сосницька)
- Diamentowy kolczyk (wyk. Anna Jurksztowicz) — «Діамантова сережка» (вик. Анна Юркштович)
- Dłonie (wyk. Majka Jeżowska, Magda Fronczewska, Ania Stawieraj i inni) — «Долоні» (вик. Майка Єжовська, Магда Фрончевська, Аня Ставерай та інші)
- Dotyk (wyk. Edyta Górniak) — «Дотик» (вик. Едита Ґурняк)
- Dumka na dwa serca (wyk. Edyta Górniak i Mieczysław Szcześniak) — «Думка для двох сердець» (вик. Едита Ґурняк і Мечислав Щесняк)
- Dyskoteka pana Jacka (wyk. Majka Jeżowska) — «Дискотека пана Яцека» (вик. Майка Єжовська)
- Dziewczyny lubią brąz (wyk. Ryszard Rynkowski) — «Дівчата люблять засмагу» (вик. Ришард Ринковський)
- Dziękuję, nie tańczę (wyk. Anna Jurksztowicz) — «Дякую, я не танцюю» (вик. Анна Юркштович)
- Inny nie będę (wyk. Ryszard Rynkowski) — «Інакший не буду» (вик. Ришард Ринковський)
- Jaka róża, taki cierń (wyk. Edyta Geppert) — «Яка троянда, така колючка» (вик. Едита Ґепперт)
- Jestem kobietą (wyk. Edyta Górniak) — «Я жінка» (вик. Едита Ґурняк)
- Kobieta to jest sekret (wyk. Ewa Bem) — «Жінка — це секрет» (вик. Ева Бем)
- Kobieta Wschodu (wyk. Hanna Banaszak) — «Жінка Сходу» (вик. Ганна Банашак)
- Laleczka z saskiej porcelany (wyk. Magda Fronczewska) — «Лялечка з саксонської порцеляни» (вик. Магда Фрончевська)
- Łatwopalni (wyk. Maryla Rodowicz) — «Легкозаймисті» (вик. Мариля Родович)
- Mały Piccolo (wyk. Majka Jeżowska) — «Малий Пікколо» (вик. Майка Єжовська)
- Mrok (wyk. Ryszard Rynkowski) — «Морок» (вик. Ришард Ринковський)
- Muszelko, ratuj mnie (wyk. Anna Jurksztowicz) — «Мушелько, рятуй мене» (вик. Анна Юркштович)
- Nie budźcie marzeń ze snu (wyk. Ryszard Rynkowski) — «Не розбуджуйте мрій» (вик. Ришард Ринковський)
- Pada śnieg (wyk. Edyta Górniak i Krzysztof Antkowiak) — «Падає сніг» (вик. Едита Ґурняк і Кшиштоф Антков'як)
- Podróżni bez biletu (Mamy czas) (wyk. Banda i Wanda) — «Подорожні без квитків» (вик. «Банда і Ванда»)
- Pokolenie (wyk. Kombii) — «Покоління» (вик. Комбіі)
- Pro-test song (wyk. Krzysiek i Rysiek) — «Pro-test song» (вик. «Кшисек і Рисек»)
- Przemija uroda w nas (wyk. Seweryn Krajewski) — «Минається наша врода» (вик. Северин Краєвський)
- Przyszli o zmroku (wyk. Piotr Schulz i Grażyna Łobaszewska; cover — Łukasz Zagrobelny) — «Прийшли в сутінках» (вик. Пйотр Шульц і Гражина Лобашевська; кавер-версія — Лукаш Загробельний)
- Przytul mnie mocno (wyk. Mieczysław Szcześniak) — «Міцно пригорни мене» (вик. Мечислав Щесняк)
- Rozmowa (wyk. Elżbieta Adamiak) — «Розмова» (вик. Ельжбета Адам'як)
- Senna opowieść Jana B. (wyk. Grażyna Łobaszewska) — «Сонна оповідь Яна Б.» (вик. Гражина Лобашевська)
- Sól na twarzy (wyk. Halina Frąckowiak) — «Сіль на обличчі» (вик. Галина Фронцков'як)
- Stan pogody (wyk. Anna Jurksztowicz) — «Стан погоди» (вик. Анна Юркштович)
- Szarości me (wyk. Viola Brzezińska) — «Моя сірість» (вик. Віола Бжезинська)
- Śpiewka 1920 (wyk. Natasza Urbańska i Borys Szyc — «Співанка-1920» (вик. Наташа Урбанська і Борис Шиц)
- Tańcz reggae (wyk. Zdzisława Sośnicka) — «Танцюй реґі» (вик. Здзислава Сосницька)
- To nie ja! (wyk. Edyta Górniak) — «Це не я!» (вик. Едита Ґурняк)
- Uczymy się żyć bez końca (wyk. Zdzisława Sośnicka) — «Навчаємося жити безконечно» (вик. Здзислава Сосницька)
- Video-dotyk (wyk. Anna Jurksztowicz) — «Відеодотик» (вик. Анна Юркштович)
- Widzieć więcej (wyk. Viola Brzezińska) — «Знати більше» (вик. Віола Бжезинська)
- Wow, Wow! (wyk. Magda Fronczewska) — «Вау, вау!» (вик. Магда Фрончевська)
- Wszystkie dzieci nasze są (wyk. Majka Jeżowska) — «Усі діти — наші» (вик. Майка Єжовська)
- Wypijmy za błędy (wyk. Ryszard Rynkowski) — «Випиймо за помилки» (вик. Ришард Ринковський)
- Wznieś serce (wyk. Ryszard Rynkowski) — «Злинь духом» (вик. Ришард Ринковський)
- Za młodzi, za starzy (wyk. Ryszard Rynkowski) — «Замолоді, застарі» (вик. Ришард Ринковський)
- Za szybą (wyk. Jerzy Filar; Grażyna Łobaszewska) — «За шибкою» (вик. Єжи Філяр і Гражина Лобашевська)
- Zakazany owoc (wyk. Krzysztof Antkowiak) — «Заборонений плід» (вик. Кшиштоф Антков'як)
- Zło (wyk. Grzegorz Markowski) — «Зло» (вик. Гжегож Марковський)
- Zdrowie mamy, zdrowie taty (wyk. Joanna Łosowska) — «На здоров'я мамі, на здоров'я татові» (вик. Йоанна Лосовська)
- Zwierzenia Ryśka, czyli Jedzie pociąg (wyk. Ryszard Rynkowski) — «Признання Риська, або ж Їде поїзд» (вик. Ришард Ринковський)
- Życie jest nowelą (wyk. Ryszard Rynkowski) — «Життя — це серіал» (вик. Ришард Ринковський)
- «Sen znaleziony w lesie»(wyk. Nasza Basia Kochana) — «Сон, знайдений у лісі» (вик. «Наша кохана Бася»)
- «Cienie» (wyk. Jerzy Filar) — «Тіні» (вик. Єжи Філяр)
- «Kołysanka dla naszej Basi» (wyk. Jerzy Filar) — «Колискова для нашої Басі» (вик. Єжи Філяр)
- «Babie lato»(wyk. Jerzy Filar i Jacek Cygan) — «Бабине літо» (вик. Єжи Філяр і Яцек Циган)

## Переклади
- Caruso (wyk. Monika Gruszczyńska; Joanna Kurowska; Jacek Wójcicki) — «Карузо» — з однойменного твору (вик. Моніка Грущинська; Йоанна Куровська; Яцек Вуйцицький)
- Mały elf (wyk. Halina Frąckowiak; cover — Beata Wyrąbkiewicz) — «Малий ельф» — із твору «Emmanuel» (вик. Галина Фронцков'як; кавер-версія — Беата Виромбкевич)
- Pamięć (Memory z musicalu Koty); wyk. Zdzisława Sośnicka) — «Пам'ять» — із твору «Memory» в мюзиклі «Коти», (вик. Здзіслава Сосницька)

## Фільмографія

### Тексти пісень у фільмах
- 1985 — Och, Karol — «Ох, Каролю»
- 1986 — Cudowne dziecko — «Чудова дитина»
- 1986 — Głód serca — «Голод серця»
- 1986 — Kingsajz — «Кінґсайз»
- 1986 — Bolek i Lolek na Dzikim Zachodzie — «Болек і Льолек на Дикому Заході»
- 1986 — Tulipan — «Тюльпан»
- 1988 — Dawid i Sandy — «Дейвід і Сенді»
- 1989 — Po upadku — «Після падіння»
- 1989 — O dwóch takich, co ukradli księżyc — «Про таких двох, що вкрали місяць» (мультсеріал)
- 1990 — Mów mi Rockefeller — «Клич мене Рокфеллером»
- 1992 — Smacznego telewizorku — «Смачного пополудника»
- 1992 — O dwóch takich, co ukradli księżyc (cz. 2, Jacek i Placek) — «Про таких двох, що вкрали місяць» (мультсеріал, частина 2, «Яцек і Пляцок»
- 1994 — Radio Romans — "Радіо «Романс»
- 1997 — Klan — «Клан» (телесеріал)
- 1998 — Miodowe lata — «Медові літа»
- 1998 — Ogniem i mieczem — «Вогнем і мечем»
- 1999 — Czułość i kłamstwa — «Ніжність і брехня»
- 1999 — Prawo ojca — «Батьківське право»
- 1999 — Rodzina zastępcza — «Сім'я для приймака»
- 2001 — Więzy krwi — «Кровні узи»
- 2001 — Zrozumieć świat — «Зрозуміти світ»
- 2006 — Będziesz moja — «Будеш моя»
- 2006 — Fałszerze — powrót Sfory — «Фальшувальники — повернення Сфори»
- 2007 — SOS! Dzieciom — «SOS! Дітям»

### Ролі в кіно
- Klan — «Клан» (телесеріал) — у ролі себе самого